# Бирюса (приток Енисея)
Бирюса — река в Красноярском крае России, впадает в залив одноимённый залив Красноярского водохранилища. Ранее являлась левым притоком Енисея.

## География
Длина реки (с заливом Бирюса) — 58 км. Площадь водосборного бассейна — 900 км². Питание снеговое и дождевое. Берет своё начало в Курбатово-Сырском Белогорье (Восточный Саян), впадает слева в Енисей (Красноярское водохранилище), образуя обширный Бирюсинский залив.
По данным государственного водного реестра России относится к Енисейскому бассейновому округу.
На месте пересечения реки трассой М54 «Енисей» стоит посёлок Верхняя Бирюса, подчинённый городу Дивногорск.
В низовьях Бирюсы и окрестностях Бирюсинского залива находится система карстовых пещер. Самая длинная из них имеет длину шесть километров (пещера Женевская). После создания водохранилища многие из них полностью или частично затоплены.